# Christian Robin
Pour les articles homonymes, voir Robin.
Christian Julien Robin, né le 12 mai 1943 à Chaumont en Haute-Marne, est un épigraphiste, archéologue et orientaliste français spécialiste de l'Arabie préislamique.

## Biographie
Diplômé de l'Institut d'études politiques de Paris (section Service public, promotion 1964), de l'École nationale des langues orientales vivantes en arabe littéral (1967) et de l'École pratique des hautes études (1978), il est chargé de recherches puis directeur de recherche au Centre national de la recherche scientifique entre 1970 et 2010. Il est également chargé de conférence à l’École pratique des hautes études, à l’université Sorbonne-Nouvelle et à l'université d'Aix-Marseille.
Doctorat ès-lettres, il est directeur adjoint, puis directeur (1997) de l’Institut de Recherches et d’Études sur le Monde arabe et musulman (IREMAM), directeur du Laboratoire des Études sémitiques anciennes et correspondant français de l’Académie des inscriptions et belles-lettres (1997-2005). Il est nommé en 2011 comme directeur de recherche de classe exceptionnelle émérite au CNRS.
Président de la sous-commission Afrique-Arabie de la commission consultative des fouilles à l’étranger au  Ministère des Affaires étrangères et président du Conseil scientifique du Centre de recherche français à Jérusalem, il est directeur de la Mission archéologique française en République arabe du Yémen (1978-1989), directeur de la Mission Qataban (1988-2010), directeur de la Mission archéologique française au Tigré (1996) et responsable de la partie française dans la Mission franco-séoudienne de prospection épigraphique dans la région de Najran (depuis 2005).
Membre du comité éditorial de plusieurs revues académiques dont Saba et Raydân et coéditeur de l’Inventaire des inscriptions sudarabiques, il est président-fondateur de la Société des Archéologues, Philologues et Historiens de l’Arabie et membre de l'Académie des inscriptions et belles-lettres depuis 2005 en remplacement de Jean Schneider, il en est le président pour 2017.

## Publications
Il est l'auteur de plusieurs ouvrages et articles fondamentaux pour la connaissance historique de l'Arabie préislamique dont : 
- Bibliographie générale systématique (de l’Arabie du Sud antique), Louvain, Peeters, 1977
- Les Hautes-Terres du Nord-Yémen avant l'Islam : Recherches sur la géographie tribale et religieuse de Hawlān Quḍāʿa et du pays de Hamdān, Istanbul, Nederlands Historisch-Archaeologisch Instituut te Istanbul, 1982
- Les Hautes-Terres du Nord-Yémen avant l'Islam : Les inscriptions, Istanbul, Nederlands Historisch-Archaeologisch Instituut te Istanbul, 1982
- L'Arabie antique de Karib'îl à Mahomet : Nouvelles données sur l'histoire des Arabes grâce aux inscriptions, Aix-en-Provence, Edisud, 1991
- Yémen : au pays de la reine de Saba' (ouvrage collectif), Paris, Flammarion, 1999
- Abcdaire du Yémen (ouvrage collectif), Paris, Flammarion, 1999
- Juifs et chrétiens en Arabie aux Ve et VIe siècles : regards croisés sur les sources [sous la dir. de], Paris, ACHCByz, 1999
- Le Coran et la Bible (ouvrage collectif), Paris, Bayard, 2002
- L'Arabie à la veille de l'Islam : Bilan clinique [sous la dir. de], Paris, De Boccard, 2009
- Dieux et déesses d'Arabie : images et représentations [sous la dir. de], Paris, De Boccard, 2012
- Le judaïsme de l'Arabie antique [sous la dir. de], Turnhout, Brepols, 2016.
- Les préludes de l'Islam : Ruptures et continuités dans les civilisations du Proche-Orient, de l'Afrique orientale, de l'Arabie et de l'Inde à la veille de l'Islam [sous la dir. de], Paris, De Boccard, 2013
- Les Jafnides : Des rois arabes au service de Byzance (VIe siècle de l'ère chrétienne) [sous la dir. de], Paris, De Boccard, 2013
- Regards croisés d'Orient et d'Occident : les barrages dans l'Antiquité tardive [sous la dir. de], Paris, De Boccard, 2014
- Les origines du Coran, le Coran des origines [sous la dir. de], Paris, Académie des Inscriptions et Belles-Lettres, 2015
- Tamnaʿ (Yémen). Les fouilles italo-françaises. Rapport final [sous la dir. de], Paris, De Boccard, 2016
- Inventaire des inscriptions sudarabiques : Tome 8 (avec la collaboration de Serguei Frantsouzoff), Paris, De Boccard, 2016
- Saints fondateurs du christianisme éthiopien : Frumentius, Garimā, Takla-Hāymānot et Ēwosṭātēwos (texte établi, traduit et commenté en collaboration avec Gérard Colin et Marie-Laure Derat), Paris, Les Belles Lettres, 2017.
- Le vieil-arabe de Najran : une variété archaïque de la langue arabe dans la région de Najran vers le début de l'ère chrétienne, Paris, Geuthner, 2023.
- Najrān en Arabie : la ville des 200 martyrs chrétiens. Histoire et archéologie antiques et médiévales, Leyde-Boston, Brill, 2025.

## Distinctions
- Chevalier de la Légion d'honneur (France)[3].
- Commandeur de l'ordre des Palmes académiques (France)[3].
- Médaille de l'ordre de la culture et des arts (Yémen)[3].